# ゴンドゥル

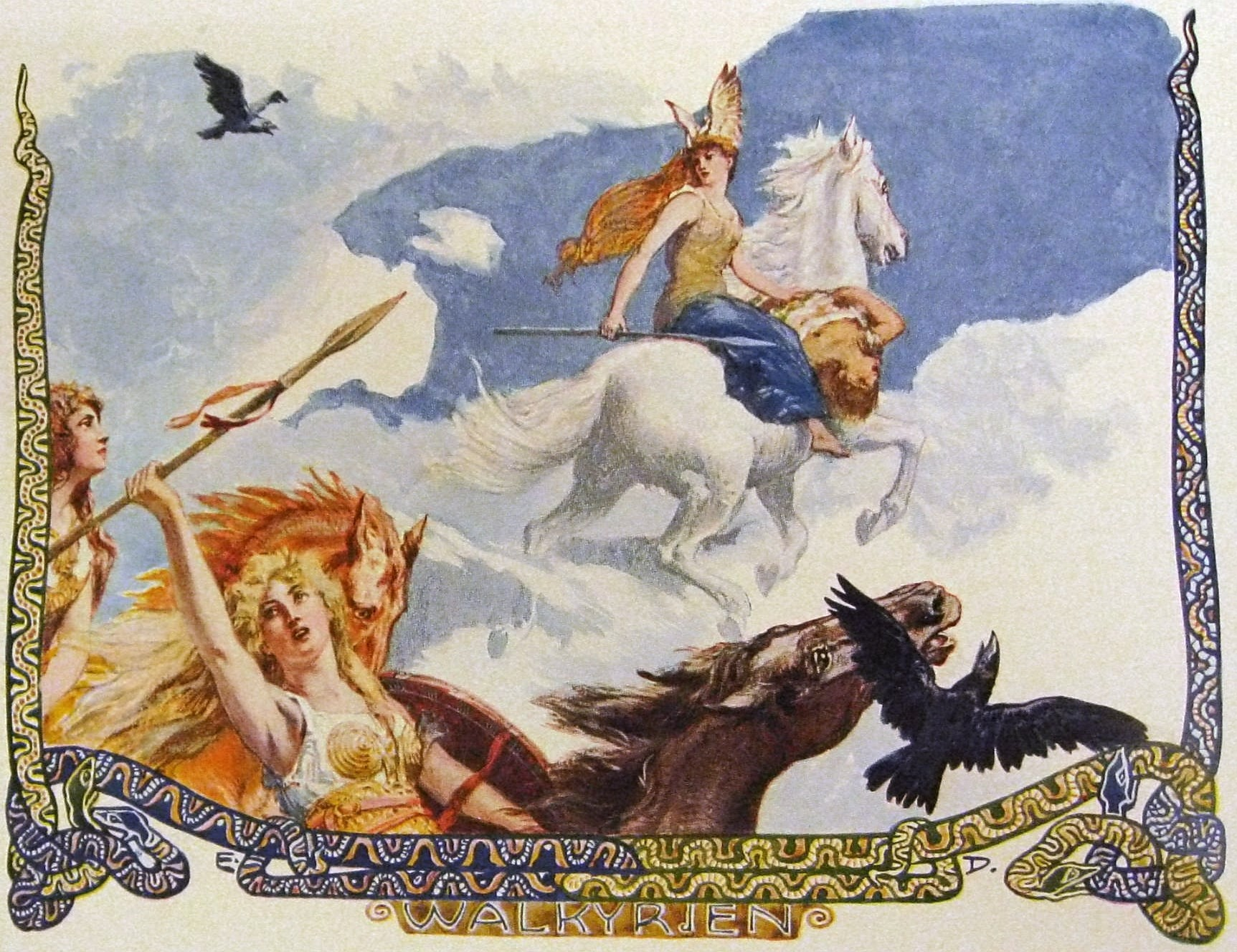
『ワルキューレたち』エミール・デープラー画(1905)

ゴンドゥル（古ノルド語:Gǫndul 「杖を振る者」の意）は、北欧神話におけるワルキューレの一人。
ゴンドゥルは『ヘイムスクリングラ』『ソルリの話』や14世紀ノルウェーの呪文などに叙述されている。他にも『詩のエッダ』の「巫女の予言」ワルキューレ一覧にゴンドゥルが掲載されており、『散文エッダ』に見られる「名の諳誦」の一覧表や、『槍の歌』でもワルキューレに挙げられている。

## 叙述

### 『ヘイムスクリングラ』
『ハーコンの言葉』作中で、オーディンはワルキューレの2人ゴンドゥルとスコグルを遣わし、誰がヴァルハラでオーディンと住むべきかを、戦闘にて「諸王の血族から選ぶ」ことに決まった。この戦闘は大虐殺に発展し、戦いでのハーコンの活躍はひときわ目を引くものだった。戦闘でハーコンと彼の配下が死んでいく際、彼らはゴンドゥルが槍の柄に寄りかかっているのを目撃する。ゴンドゥルは「今は神々の進軍が勢いを伸ばしている、ただしハーコンについては聖なる神々の住まう館にて歓待されるほど非常に素晴らしかった」と告げ、ハーコンの優れた資質を認めて彼をオーディンの軍勢に加えようとする。しかし、当のハーコンはその言葉を聞いて感激する暇もない。彼の余命はもう尽きようとしていた。なお、ワルキューレ達は兜と盾を身につけて「馬の背に勇ましく」跨っており、馬達は賢く歩みを進めてきたと描写されている。以下、短い会話がなされる。

ハーコン
「ゴンドゥルよ、なぜこのような結末を与えたのか
我々には神から勝利を授かる資格がないのか？」
それに対する返事
「あなたに戦いの原野をあてがったのは私たち
そしてあなたの敵を逃がしたのも」

ワルキューレ達は、オーディンの館まで無事送り届けることをハーコンに約束するも、オーディンの邪さを警戒したハーコンは、死ぬまで戦うと言ってきかなかった。この詩には続きがあり、ハーコンはエインヘリャルの一員としてヴァルハラに迎え入れられ、怪物的な狼フェンリルとの戦いに備えている。

### 『ソルリの話』
『フラート島本』という写本に見られる『オーラヴ・トリュッグヴァソン王のサガ』という後年の拡張版に出てくる14世紀後半の短編物語『ソルリの話』作中に、ゴンドゥルと名乗る人物が登場し、セルクランドの王ヘジン(Hedinn)とデンマークの王ホグニ(Hogni) を出会わせるよう教唆したり、記憶を捻じ曲げる酒によって両者間に戦いを引き起こす。 
作中第5章で、ヘジンと家来たちが自分の領土の森に入ると、ヘジンは家来とはぐれてしまい、独りで空き地にたどり着いた。背の高い綺麗な女性が椅子に座っているのを見て、彼が彼女に名前を尋ねると、女性はゴンドゥルだと名乗る。二人で話していると、彼女がヘジンの偉業を尋ねてきた。彼は自分の行動を彼女に伝え、これら功績と偉業で自分と同等の王を誰か知っているか、とその女性に尋ねる。彼女はホグニという名前のデンマークの王を挙げ、その人物が20人以上の王を支配していると語った。するとヘジンは、自分とホグニのどちらが優れているのか判明するまで競うべきだと主張する。ゴンドゥルは、家来たちが貴方を探しているので今すぐヘジンは家来のところに戻るべきだと伝える。

　「存じておる」とヘジンは言った－「王とわしが、いずれがまさっておるか試さねばならんことは」
　「ご家来方のもとに」とゴンドゥルが言う－「お戻りになられるお時刻では。みなさまは王さまをお探しでしょう。」

第6章で、ヘジンは家来たちと一緒にデンマークに旅立ってホグニと出会い、そこで二人が水泳、アーチェリー、フェンシングほかの競技で自分達の技量を競い合ったところ、どれも引き分けで技量がまさに拮抗していたことが判明する。二人は兄弟同盟の誓いを立て、両者の全財産を半分ずつ分け合うことにした。すぐにホグニは去って戦いに赴き、ヘジンは二人分の領土を守るため後方に残る。
ある天気の良い日にヘジンが森の中を散歩に出かけると、セルクランドで起こったように家来を見失い、気付くと開けた牧草地にいた。芝生には前回と同じ女性ゴンドゥルが同じ椅子に座っており、彼女は以前よりも美しくなったように思えた（つまりヘジンは彼女に恋慕を抱いていた）。彼女は手に角杯を持っており、王に飲むよう伝える。ヘジンは暑さで喉が渇いており、その角杯から酒を飲む。この飲み物がヘジンにホグニとの兄弟同盟の誓いを忘れさせてしまう。
ゴンドゥルは、自分が教唆したようにヘジンがホグニと腕試しを行ったのかを尋ねた。ヘジンは、腕試しを実行したところ実際に自分達が拮抗していたことが分かった、と伝える。ところがゴンドゥルは、それは間違っており両者は何ら拮抗していないと告げる。彼女にその意味を尋ねると「ホグニ殿には立派な家柄の妃がおありですが、あなたには奥方さまがございません」とゴンドゥルは返答した。ヘジンは、自分はホグニの娘ヒルドと結婚するつもりでホグニはきっとそれを承認する筈だ、と言う。ゴンドゥルは、それだと貴方の価値が低くなるとして「それよりも、あなたがお見かけどおりに勇気も度胸も不足なくお持ちなのでしたら、ヒルド殿を奪い去り、お妃の方は捕えて軍船のへりの下に置いて船を水に浮べたときにばらばらに切らせるという風にして殺す方がよろしいでしょう」と返答した。 喉の渇きから飲んだ酒のために邪悪へとひきずり込まれ、忘却にかかってしまい、このこと以外の何も良策とは思えず、ヘジンはこの計画だけを心に留めて立ち去っていく。
ゴンドゥルが教唆したとおりにヘジンが計画を実行した後、彼はセルクランドの森に一人で戻り、再び同じ椅子に座っているゴンドゥルと出会う。二人は互いに挨拶し、ヘジンは自分が計画をやり遂げたことを彼女に伝える。これに彼女は喜び、再び彼に角杯を与える。ヘジンが再び角杯から酒を飲んだところ、今度は彼女の膝の中で眠りに落ちてしまう。ゴンドゥルは彼の頭を引き離して「オーディンが求めたあらゆる魔力と条件のもとでお前を、ホグニとお前を両方とも、そしてお前たちの軍勢をみんな殺してやるぞ」と唱えた。
ヘジンが目を覚ますと、幽霊じみたゴンドゥルの影を目撃する。それは黒く巨大になっていき、そこで彼は全ての出来事を思い出した。大きな悲嘆にヘジンは打ちひしがれる。

### 14世紀の呪文
1324年にノルウェーのベルゲンで行われた魔女裁判では、元恋人バードの結婚を破綻させるため魔女とされる女性 (Ragnhild Tregagás) によって呪文が唱えられたとの記録が残っている。この呪文には、ゴンドゥルを「遣いに出す」との文言が含まれている。

我は（ワルキューレの）ゴンドゥルの魂を我が方から遣いに出す
最初は背後で奴を噛んでしまうが良い
二度目は胸側で奴を噛んでしまうが良い
三度目では憎悪と嫉妬を奴に向かわせるが良い

## 学説
ルドルフ・シメクが言うには、ゴンドゥルという名は古ノルド語の"gandr"(「魔法、魔法の杖」の意）が語源であるものの、ノルウェーの「ゴンドゥルの呪文」では「魔獣（狼男の類？）」を意味していると思われる。いずれにしても、その名前は「人間の運命の監督者たるワルキューレの役割と確実に関連のある魔法的な連想を駆り立てる」ものだと語っている。